# 옥연지 송해공원
옥연지 송해공원은 대한민국 대구광역시 달성군에 위치한 관광 랜드마크이다. 송해기념관과 함께 대한민국의 금관문화훈장(1등급 문화훈장) 수훈자 송해를 모티브로 해서 만들었다.

## 역사
본래 옥연지는 1964년에 조성된 비슬산과 주변 산지에서 흘러오는 기세곡천을 막아 조성된 인공 저수지로, 옥포들녘에 농업용수를 공급하는 역할을 하고 있었다. 그러던 중 2015년 1월 송해공원 건립 계획이 세워져 그해 9월까지 기본 계획을 수립하였으며, 2016년 1월부터 6월까지 주차장에 조명타워와 LED 16등을 설치하고, 화목류, 초화류, 수생식물을 심었다. 2016년 3월부터 10월까지 백세교 설치 공사를 진행했으며, 2016년 8월부터 10월까지 백세정과 경관 조명 설치를 완료했다. 또한, 2016년 6월부터 11월까지 물레방아를 설치하고, 2017년 1월부터 5월까지 공원 주변 조경 공사를 진행했다. 그리고 마침내 2017년 12월 완공되었다.

## 구성
옥연저수지 일원 4만7천300㎡에 걸쳐 조성되었으며 송해 둘레길, 데크로드, 전망쉼터 출렁다리, 대형 물레방아, 송해 백세교(百歲橋)와 백세정(百歲亭)으로 이름 붙여진 수중다리와 정자 등, 다양한 볼거리가 설치되어 있다. 둘레길은 옥연지를 한 바퀴 돌아오는 3.5㎞ 코스로 1시간 30분 정도 소요되며, 둘레길 서편에는 1㎞ 구간의 숲길 데크로드와 옥연지를 한눈에 내려다볼 수 있는 전망대 4곳이 설치되어 있다. 둘레길 중간에는 '사랑나무'로 통하는 연리목(상수리나무, 고욤나무), 연리지(감태나무)을 만날 수 있다.